# الحركة الثقافية الأمازيغية
الحركة الثقافية الأمازيغية (بالفرنسية: Mouvement Culturel amazigh ) هي منظمة جماهيرية ولدت في منطقة القبائل في الجزائر. قامت بعديد الحملات من أجل الاعتراف الرسمي بالهوية الأمازيغية بجميع أبعادها في شمال إفريقيا، وخاصة في الجزائر والمغرب

## تاريخ الحركة
يصعب تحديد مصدر هذه الحركة بالضبط، لكن ما يمكن قوله هو أن 20 أفريل 1980، الذي أصبح منذ ذلك الحين يعرف بالربيع الأمازيغي، هو تاريخ مهم للغاية في تاريخ النضال من أجل مطالب القضية الأمازيغية. وبالفعل، في ذلك اليوم ظهرت القضية الأمازيغية إلى العلن ونقل الإعلام الأجنبي الأخبار حول الأحداث وما سببها وما كان يطالب به المتظاهرون. في ذلك الوقت اهتزت جامعة مولود معمري في تيزي وزو بأحداث خطيرة. أين تم طرد الطلاب الذين احتجوا على إلغاء محاضرة عن الشعر القبايلي القديم، التي كان مبرمجا تقديمها من طرف مولود معمري، يطردون بعنف من قبل القوات العسكرية المشتركة. أصيب العديد من الطلاب واعتقل آخرون. ومثل أربعة وعشرون شخصًا من المعتقلين أمام المحكمة العسكرية وسُجنوا في سجني برواقية بالقرب من مدية ولومبيز (تازولت) في الأوراس، لكن تم الإفراج عنهم في جوان بفضل الضغط الشعبي.

### إعلان الحركة الثقافية الأمازيغية
كانت الحركة الثقافية الأمازيغية التي ظهرت بعد الربيع الأمازيغي تريد توحيد كل طاقات النضال من أجل تعزيز اللغة والثقافة الأمازيغية، والدارجة الشعبية واحترام الحريات الديمقراطية. لم تكن الحركة الثقافية الأمازيغية حركة منظمة ومهيكلة. منعت الخلافات السياسية داخل هذه الحركة أي محاولة للهيكلة، على الرغم من اتساع نفوذها في المجتمع، وخاصة بين الشباب. ظهرت الانقسامات السياسية بين الفاعلين في الحركة خلال الندوة الأولى للحركة في قرية ايعكورين بولاية تيزي وزو، في الفترة من 1 إلى 30 أوت 1980، وهو الوضع الذي ظل كذلك حتى ظهور التعددية السياسية بعد أحداث أكتوبر 1988.

## أشهر نشطاء الحركة
- ناصر الزفزافي
- أرزقي عبوط
- سعيد سعدي
- مقران شميم
- مولود لوناوسي
- علي إبراهيمي
- سعيد خليل
- فرحات مهني
- جمال زناتي
- أرزقي أيت العربي
- أورابح علي الشيخ
- عزيز تاري
- ادريس العماري
- ادير احمد زيد
- رشيد حاليت
- محند ستيات
- رشيد أيت واكلي
- احمد عقون
- محند أورابح نايت حداد
- صلاح بوكريف
- معمر بردو [2]
- عاشور بلغزلي
- محمد راشيدي
- مصطفى باشا
- مولود سعدي
- كمال بن امون
- سعيد بخاري
- احسن طالب

## رابط خارجي
- شريف سيني الترويج للأمازيغ في الجزائر »، دفاتر الدراسات الأفريقية ، 219 | 2015 ، نُشر في 01 كانون الثاني (يناير) 2015